# Crouy-sur-Cosson
Crouy-sur-Cosson és un municipi francès, situat al departament del Loir i Cher i a la regió de Centre – Vall del Loira. L'any 2007 tenia 502 habitants.

## Demografia

### Població
El 2007 la població de fet de Crouy-sur-Cosson era de 502 persones. Hi havia 212 famílies, de les quals 52 eren unipersonals (12 homes vivint sols i 40 dones vivint soles), 84 parelles sense fills, 60 parelles amb fills i 16 famílies monoparentals amb fills.
La població ha evolucionat segons el següent gràfic:
Habitants censats

### Habitatges
El 2007 hi havia 285 habitatges, 217 eren l'habitatge principal de la família, 45 eren segones residències i 23 estaven desocupats. 270 eren cases i 14 eren apartaments. Dels 217 habitatges principals, 152 estaven ocupats pels seus propietaris, 58 estaven llogats i ocupats pels llogaters i 7 estaven cedits a títol gratuït; 12 tenien dues cambres, 31 en tenien tres, 70 en tenien quatre i 104 en tenien cinc o més. 181 habitatges disposaven pel capbaix d'una plaça de pàrquing. A 89 habitatges hi havia un automòbil i a 107 n'hi havia dos o més.

### Piràmide de població
La piràmide de població per edats i sexe el 2009 era:
| Homes | Edats   | Dones |
| ----- | ------- | ----- |
| 0     | 95 o +  | 0     |
| 0     | 90 a 94 | 0     |
| 0     | 85 a 89 | 4     |
| 0     | 80 a 84 | 8     |
| 8     | 75 a 79 | 24    |
| 8     | 70 a 74 | 8     |
| 16    | 65 a 69 | 4     |
| 16    | 60 a 64 | 20    |
| 16    | 55 a 59 | 8     |
| 20    | 50 a 54 | 20    |
| 12    | 45 a 49 | 28    |
| 16    | 40 a 44 | 12    |
| 12    | 35 a 39 | 36    |
| 4     | 30 a 34 | 4     |
| 8     | 25 a 29 | 8     |
| 8     | 20 a 24 | 4     |
| 12    | 15 a 19 | 32    |
| 32    | 10 a 14 | 24    |
| 8     | 5 a 9   | 4     |
| 8     | 0 a 4   | 8     |

## Economia
El 2007 la població en edat de treballar era de 332 persones, 221 eren actives i 111 eren inactives. De les 221 persones actives 201 estaven ocupades (103 homes i 98 dones) i 20 estaven aturades (12 homes i 8 dones). De les 111 persones inactives 46 estaven jubilades, 34 estaven estudiant i 31 estaven classificades com a «altres inactius».

### Ingressos
El 2009 a Crouy-sur-Cosson hi havia 213 unitats fiscals que integraven 505 persones, la mediana anual d'ingressos fiscals per persona era de 17.758 €.

### Activitats econòmiques
Dels 13 establiments que hi havia el 2007, 1 era d'una empresa de construcció, 1 d'una empresa de comerç i reparació d'automòbils, 2 d'empreses de transport, 2 d'empreses d'hostatgeria i restauració, 1 d'una empresa d'informació i comunicació, 3 d'empreses de serveis i 3 d'empreses classificades com a «altres activitats de serveis».
Dels 3 establiments de servei als particulars que hi havia el 2009, 1 era un guixaire pintor, 1 perruqueria i 1 restaurant.
L'any 2000 a Crouy-sur-Cosson hi havia 9 explotacions agrícoles que ocupaven un total de 204 hectàrees.

## Equipaments sanitaris i escolars
El 2009 hi havia una escola elemental integrada dins d'un grup escolar amb les comunes properes formant una escola dispersa.

## Poblacions més properes
El següent diagrama mostra les poblacions més properes.